# 야코프 그림
야코프 루트비히 카를 그림(독일어: Jakob Ludwig Carl Grimm, 1785년 1월 4일 ~ 1863년 9월 20일)은 독일의 언어학자이자 동화 수집가다.
독어독문학의 창시자로 《독일어 문법(Deutsche Grammatik)》에서 독일어뿐만이 아니라 게르만어 전체의 문법적인 특징을 비교하였다. 게르만어의 자음과 여기에 대응하는 다른 인도유럽어족의 자음과의 관계에 일정한 법칙이 있음을 발표하였다. 이것은 그림의 법칙이라는 이름으로 알려져 있다.
동생 빌헬름 그림과 함께 그림 형제 동화집을 출판하였다.

## 생애 및 업적
하나우에서 출생하였으며, 아버지를 일찍 여의고 가난하게 자랐다.
마르부르크 대학에서 법률을 배우고, 동생 빌헬름 그림과 함께 괴팅겐에 부임, 그곳 대학의 사서 겸 교수가 되었다. 1841년 동생과 함께 프로이센 왕 프리드리히 빌헬름 4세의 초빙으로 학사원 회원이 되고, 대학에서 강의하였다.
그는 위대한 게르만 언어학자로서 근대 언어학을 개척하였다. 그는 언어학에서 과학적인 방법을 실시하여 음운 변이에 관한 '그림의 법칙'을 수립하여 이 방면에서 획기적인 공적을 올렸다. 또 '독일 문법'에 의해 게르만 어학의 기초를 확립하였다.
동생과 함께 게르만 민속 중에서 동화를 찾아내어 <어린이와 가정의 동화>를 집대성하였다. 이는 뒤의 문학 및 조형 미술에 커다란 영향을 주었다. 이 책은 <그림 동화>라는 이름으로 세계 각국의 어린이에게 읽히고 있다. 1816-1818년에 걸쳐서 <독일 전설집>을 출간하였는데, 이 2개의 저서로, 세계 최초로 민족 설화를 문학의 형태로 끌어올렸다.
이들 형제의 또 하나의 위대한 업적은 1852년에 시작하여 8년에 걸쳐 집필한 <독일어 대사전> 16권이다. 이 위대한 유업은 학자들에 의해 계승되어 1세기 이상이 걸려서야 겨우 완성되었다. 이 밖에도 저서에 <독일의 문전> <독일의 신화학> 등이 있다.

## 같이 보기
- 빌헬름 그림